# 安住紳一郎と2019年上半期のTBS
『安住紳一郎と2019年上半期のTBS』（あずみしんいちろうとにせんじゅうくねんかみはんきのティービーエス）は、TBSテレビで2019年7月6日（5日深夜）に放送された番組。

## 概要
ハードテレビウォッチャーとしても知られる安住紳一郎が2019年上半期TBSテレビで起きた様々な出来事や問題に対して安住紳一郎が問題提起していく番組。
番組内では、″2019年上半期のTBSで起きた出来事をTBSアナウンサーの安住紳一郎が独自の視点で振り返る自己批評風番組″と紹介された。
演出は「水曜日のダウンタウン」で知られる藤井健太郎が手掛けた。

## 出演者
全て、TBSアナウンサー。
- 安住紳一郎
- 日比麻音子
- 山形純菜
- 宇賀神メグ

## 内容
上半期にTBSが放送したトピックスの中から気になるものを、TBSアナウンサーの日比麻音子・山形純菜・宇賀神メグがランダムに選択。VTRなどでその時の放送を振り返りながら、安住アナが独自の視点で解説していく。
| 『世界リレー』で男女混合リレーのスタート直前に中継終了                                         | 『追跡バスターズ』で“元芸人スズキ”のクズっぷりが話題に                  |
| 「令和」アクセント問題                                                                         | 『報道特集』 「独自取材!最強のイージス」が「ギャラクシー賞 月間賞」受賞 |
| 『水曜日のダウンタウン』 「新元号を当てるまで脱出できない生活」が「ギャラクシー賞 月間賞」受賞 | 一般人撮影の事件・映像がニュース番組でも不可欠に                        |
| 『噂の!東京マガジン』 「やって!TRY」に男性も登場                                               | 安住紳一郎「第27回橋田賞」受賞                                          |
| 『モニタリング』がオードリー春日のプロポーズに密着                                             | 生放送のエンディング 珍プレー好プレー集                                 |
| 『サンデーモーニング』“バーチャル張さん”のクオリティが凄い                                     | 担当者が選んだ “変わり種”再現CGベスト3                                  |
| 『NEWS23』リニューアル                                                                         |                                                                         |

この中で番組が触れたトピックス
- 「2019年上半期のTBS生放送エンディングでの珍プレー」

2019年上半期TBSの生放送番組で放送尺に収まりきらなかった場面（珍プレー）を特集。また好プレーとして2019年4月30日に放送した「生放送!平成最後の日」のエンディングの安住紳一郎を特集。本人解説の元、OA尺に収めた好プレーテクニックを振り返った。
- 『サンデーモーニング』“バーチャル張さん”のクオリティが凄い

サンデーモーニング内でのバーチャル張さんのクオリティが凄く、2019年上半期に至っては完成形を見たと言われるまで進化した。そこでバーチャル張さんの進歩を振り返った。またバーチャル張さんについて張本勲ご本人にインタビューをした。
- 「令和」アクセント問題

新元号「令和」が発表されてからのTBS内でのアクセントの変化の動きを特集
| 日付    | TBS内でのアクセント                                                                                      |
| ------- | --- |
| 4月1日  | 【平板】のアクセント優先                                                                                 |
| 4月3日  | NHK及び他局の民放が【頭高】アクセントを使う局が多く、TBSも【平板】優先だが状況に応じて【頭高】も可になる |
| 4月30日 | 上皇陛下及び原案者も【頭高】のアクセントで「令和」をお読みになりTBS内ではどちらでも可になる              |

また安住アナによる「令和」アクセント全パターンを独自に解説をした。
- 担当者が選んだ“変わり種”再現CGベスト3

主に報道系のCGを再現している担当者に変わり種のCGベスト3をあげてもらった
| 順位  | 再現CGの内容                   |
| ----- | ------------------------------ |
| 第1位 | 火をボーっと見ている人         |
| 第2位 | レーザーポインターがSFのビーム |
| 第3位 | 壁の間に立っている猫           |

- 『世界リレー』で男女混合リレーのスタート直前に中継終了

5月11日、TBSテレビで生中継した「世界リレー2019横浜大会」での出来事。男女混合リレー4×400mリレーのレース直前で放送が終了。続きの様子をその後に放送する「新・情報7DAYSニュースキャスター」内で放送することになった。「世界リレー」放送終了から約8分後、「ニュースキャスター」の生放送がスタート。しかし混合リレーが放送されたのは番組スタート約7分後(「世界リレー」終了から約15分後)になってしまった。何故こんなにも遅くなってしまったのかを「ニュースキャスター」当事者の安住アナが当時の舞台裏を語った。
安住アナ曰く、ニュースキャスターの方には「結果だけ伝えてもらえれば構いませんから」という連絡が行く。ニュースキャスター側は結果だけを伝えたらもしかしたら怒りをさらに買う可能性があるかもしれないと考え競技の映像を頭からお尻まで入れた方が良いと言う判断を生放送直前の21時56分ぐらいに決め直した。ただ「世界リレー」の映像がデータ収録になっていてそれを抜き出して（この映像を抜き出すのに3分30秒ぐらいかかる）、その映像を「ニュースキャスター」用に焼き直す(この作業も3分30秒くらいかかる)作業が発生したため「世界リレー」放送終了から約15分後に続きの映像が流れる事態になった。
- 一般人撮影の事件・映像がニュース番組でも不可欠に

視聴者から提供していただいた映像を一体誰が判断し取り上げて放送しているのかを特集。
視聴者からの提供動画は
1. 視聴者が自らTBSの投稿サイトに送る
2. SNS動画の投稿者にTBSから許可を取る

の2パターンあり、今回は後者のパターンについて報道局の担当者に取材した。
- 安住紳一郎「第27回橋田賞」受賞

## スタッフ
- ナレーション：堀井美香
- 構成：興津豪乃、田中淳也
- AD：西原来、藤原祥子
- AP：宮里良子
- MP（マネージメントプロデューサー）：渡辺英樹（TBS）
- ディレクター：水口健司（シオプロ）、佐々木卓也、 久野公嗣、村中良輔
- 総合演出：藤井健太郎
- プロデューサー：谷澤美和(TBS)、樋江井彰敏(TBS)
- 製作著作：TBS